# Rubus magurensis
Rubus magurensis  — колючий листопадный полукустарник вид ежевик относящиеся к роду малин ( лат.Rubus) является многолетником из семейства розовых
(Rosaceae) ареал которого является ограниченным, преимущественно в регионах Юго-Восточной Польши, в пределах Северных Карпат, включая: Центральные Бескиды и Предгорья Стшижовские. Высотный диапазон растения - примерно высота от 320 до 600 метров над уровнем моря. Произрастание происходит в мезофильных буковых лесах, на опушках лесов и лесных дорог, прогалинах. Растение по предположениям, что данный вид также может прорастать в регионах Словакии и иных участках Карпат, но подтверждения пока нету.
По критериям IUCN предназначенной для флоры Польши, вид отнесён к категории LC - (Least Concern) наименее вызывающий опасения. Потенциальной угрозы для растение нет, но авторы источников MDPI утверждают, что ареал является очень узким и сосредоточен больше на небольшие части Северных Карпат.

## Ботаническое описание
Rubus magurensis является тетраплоидным видом ежевик.
Стебли: почти голые, c небольшим количеством шипов и весьма часто слегка восковым налётом, также колючки многочисленные, до 6–12 на 5 см, равные, расположенные на углах, обычно скученные, нисходящие, изогнутые до прямых, сжатые с боков.
черешки : обычно длиннее прикорневых листочков, слабо желобчатые, с разбросанными простыми волосками, почти сидячими железками, стебельчатыми железками и зубчиками с железками на конце и с изогнутыми, ниспадающими мелкими шипами
Листья: структурой умеренно крупные, дольчатые или почти подковообразные, листочки чаще всего опущено дугообразно вниз
Цветоножки:  плотно волосистые, с пучковыми и звездчатыми волосками, с многочисленными почти сидячими и стеблевыми железками и с прямолинейными или слегка изогнутыми колючками.
Цветки и соцветия: до вершины покрыты листьями, с несколькими простыми овальными листьями в верхней части. Цветки сравнительно крупные по сравнению с близкими видами (например,Rubsus tabanimontanus)
Цитология: строение тетраплоидное (2n = 28)

## Распространённость
В Польше всего известно 11 популяций Rubus magurensis, расположенных друг от друга в пределах расстояний 55 километров в Закарпатских горных массивах. сам по себе Карпатский предгорный климат со смесью буковых, грабовых, клёновых и смешанных лесов является ограниченным ареалом, но Rubis magurensis довольно хорошо и устойчиво приживается в данном климате.
Rubus magurensis и другие родственные рода ежевик, выполняют экологическую роль в дикой природе. Rubus magurensis растет в открытых или полутеневых участках.
благодаря  своей способности быстро заселять просветы в кронах деревьев и высокой распространения ежевика ( Rubus L.) является важным компонентом массивных лесных подлесков и имеет большое значение в сукцессии растительности, в частности в нарушенных, эрозийных или пронизанных светом местообитаниях. Её присутствие влияет на приземный микроклимат, уменьшая испарение и эрозию почвы.